# 第4軍団フラウィア・フェリクス
第4軍団フラウィア・フェリクス (Legio IIII Flavia Felix) は、ローマ軍団のひとつ。ウェスパシアヌスによって第4軍団マケドニカが解散となった後で再編された。紋章はライオン。「フラウィア・フェリクス」は「幸運なるフラウィウス」の意味。

## 軍歴
解散となった原因は、恐らく前年の内乱でウェスパシアヌスの対立していたウィテリウスを支持したためであろうが、再編された第4軍団はウェスパシアヌスの氏族名「フラウィウス」を名乗るようになった。改編は70年の7月か8月であったろうと考えられている。そして第4軍団はダルマティアのブルドゥム駐留、第7軍団クラウディアの後任となった。そして86年にダキア人が帝国領内に侵入し始めると、ドミティアヌスは軍団をモエシアに移動させる。
時代は下って五賢帝の時代、トラヤヌスの在位の際には彼の指揮のもとでダキア戦争に従軍、そしてマルクス・アウレリウス・アントニヌスの治世の時には共同皇帝ルキウス・ウェルスのもとでパルティアとの戦争に参加した。
そして軍人皇帝時代になると、第4軍団はセプティミウス・セウェルスを支持、ペスケンニウス・ニゲル、クロディウス・アルビヌスを敗った彼はローマ皇帝となり、セウェルス朝の始祖となった。
東方パルティアの滅亡後、サーサーン朝との戦闘にも参加した記録があるが、その後も駐在地はモエシアのままであった。